# مایکل مورفی (بازیگر)
مایکل جرج مورفی (به انگلیسی: Michael George Murphy) (زاده ۵ می ۱۹۳۸) بازیگر آمریکایی است.
از فیلم‌های معروف او می‌توان به فیلم ماجرای مرموز و پرالتهاب، کانزاس سیتی، ارتفاعات، مرحله چهارم، زنده از بغداد، آن‌ها باهم آمدند، مسحور شده، با توجه به گرتا، دزدی که برای شام آمد، تازه چه خبر دکتر؟، تخته سنگ تمیز، قسمت‌های خصوصی و بازگشت بتمن اشاره کرد.